# 山内容堂
山内 容堂 / 山内 豊信（豊茂）（やまうち ようどう / やまうち（やまのうち） とよしげ、文政10年10月9日〈1827年11月27〉 - 明治5年6月21日〈1872年7月26日〉）は、幕末の外様大名、明治初期の華族。土佐藩15代藩主。位階は従一位。諱は豊信。隠居後の号は容堂。土佐藩連枝の南邸山内家当主・山内豊著（12代藩主・山内豊資の弟）の長男。母は側室の平石氏。酒と女と詩を愛し、自らを好んで「鯨海酔侯（げいかいすいこう）」や「酔翁」と称した。藩政改革を断行し、幕末の四賢侯の一人として評価される一方で、尊王家でありながら佐幕派でもあり、一見中途半端な態度をとったことから、「酔えば勤皇、覚めれば佐幕」と揶揄されることがあった。

## 経歴

### 生い立ち
文政10年10月9日（1827年11月27日）に土佐藩の分家であった南屋敷（南邸）に山内豊著と潮江村石立の下士平石子の女（名は瀬代）の長子として生まれる。幼名は輝衛（てるえ）。輝衛の生家である南邸山内家は石高1500石の分家で、連枝五家の中での序列は一番下であった。通常、藩主の子は江戸屋敷で生まれ育つが、輝衛は分家の出であったため高知城下で生まれ育った。弘化3年3月7日、父豊著の隠居に伴い、輝衛改め豊信は南屋敷の家督を嗣ぎ、1500石の蔵米を受ける身となった。

### 藩主就任
嘉永元年（1848年）の7月に江戸で13代藩主・山内豊熈が死去する。豊熈には嗣子がなかったため、実弟の山内豊惇が跡を継ぐが、9月18日に藩主在職わずか10日余りで急死し、山内家は御家断絶（お取り潰し）の危機に瀕した。豊惇の後継としてまず候補に挙げられたのは長男寛三郎であったが、病気のため擁立が見送られることとなった。次に候補に挙げられた豊惇の実弟豊範（後の16代藩主・山内豊範）も、まだ3歳と幼少であったため擁立は見送られ、最終的に、南屋敷で部屋住の生活を送っていたころから英名が噂されていた豊信が、後継者として指名された。豊信の家督相続において土佐藩は豊惇の死を隠蔽し、まず豊惇が豊信を養嗣に迎える形をとり、そののちに豊惇の隠居と、豊信の相続を幕府に申し出た。この工作の際には、島津斉彬や筑前福岡藩主黒田斉溥、伊勢津藩主藤堂高猷、伊予宇和島藩主伊達宗城の周旋があった。とくに豊熈の妻・智鏡院（候姫）の実兄薩摩藩主島津斉彬は当時幕府の実権を握っていた老中首座阿部正弘と親交があり、幕府も裏工作を黙認した。候姫の親族関係者たちによる格別の推挙と幕閣への働きかけ、それに応えた将軍家の温情による藩主就任が、その後の容堂の倒幕的行動を制限したとも言われる。嘉永元年（1848年）12月27日、豊信は高知を出発し、翌月21日に江戸に到着、同26日に家督の相続を幕府から許可された。翌年1月8日には豊範を豊信の養子とし、嘉永3年9月11日に右大臣三条実万の養女正姫（なおひめ）と結婚した。同年豊信は従四位下土佐守に任じられ、翌年には侍従に昇任した。南屋敷の家督は、実弟の山内豊積が嫡子となって継承した。

### 藩主時代
藩主就任当時、隠居していた豊資は健在で、藩の保守的な重臣たちは豊信の日常に対して監視を怠らず、藩政においても豊信は自らが中心となって施策を行うことができない状況だった。したがって、藩主就任から数年の間、豊信は思い通りに行動できずに酒に溺れ、詩作に思いをぶつける日々を送った。

#### ペリー来港
嘉永6年6月3日にペリーが浦賀に来港すると、幕府はペリーから受け取った国書の写しを全国の諸大名に配布し、対応の意見を求めた。当時高知にいた豊信は、この知らせを受けて城に重臣を招集し、意見書の作成をおこなった。この意見書を起草したのは、当時学識において評判の高かった吉田東洋であった。作成された意見書はこの年の8月21日に江戸に向けて発送され、10月付けで幕府に提出された。一方で、同年には土佐藩の海防整備を並行して推し進め、藩営の製砲工場を設立している。

#### 藩政改革
幕府への意見書の作成・提出を終えると、豊信は初めて藩政改革に乗り出す。隠居していた豊資の了解を得て、嘉永6年9月8日に藩政改革における意見を発表した。豊信は藩政改革を進めるにあたって、吉田東洋と小南五郎左衛門を起用する。東洋は嘉永6年（1853年）7月27日、土佐藩の大目付に任じられ、さらに同年11月28日には「仕置役（参政職）」に任じられた。東洋は海防強化・人材の登用・鉄砲事業の奨励・洋式造船技術員、航海員の養成など、藩政改革を進めた。翌安政元年（1854年）6月、東洋は山内家姻戚に当たる旗本・松下嘉兵衛との間にいさかいをおこし失脚、謹慎の身となった。しかし3年後の安政4年（1857年）、東洋は再登用され、東洋は後に藩の参政となる後藤象二郎、福岡孝弟らを起用した。一方の小南五郎左衛門は、小浜酒井家の儒臣山口菅山に学び望楠軒の流れを引く尊王家であった。嘉永6年10月20日に豊信の側用役に抜擢され、その後豊信に度々諫言するなど、補佐として仕えた。

#### 将軍継嗣問題・安政の大獄

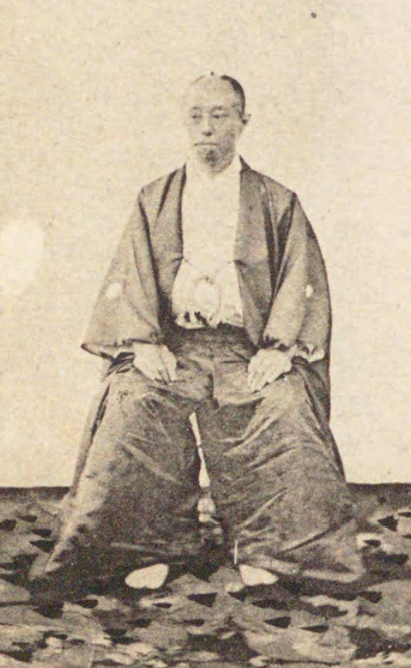
山内豊信

豊信は福井藩主・松平慶永、宇和島藩主・伊達宗城、薩摩藩主・島津斉彬とも交流を持ち幕末の四賢侯と称された。彼らは幕政にも積極的に口を挟み、老中・阿部正弘に幕政改革を訴えた。阿部正弘死去後、大老に就いた井伊直弼と将軍継嗣問題で真っ向から対立した。13代将軍・徳川家定が病弱で嗣子が無かったため、豊信ほか四賢侯、水戸藩主・徳川斉昭らは次期将軍に一橋慶喜を推していた。一方、井伊は紀州藩主・徳川慶福を推した。井伊は大老の地位を利用し、政敵を排除した。いわゆる安政の大獄である。結局、慶福が14代将軍・家茂となることに決まった。豊信はこれに憤慨し、安政6年（1859年）2月、隠居願いを幕府に提出した。この年の10月には斉昭・慶永・宗城らと共に幕府より謹慎の命が下った。

### 隠居後から大政奉還
豊信は前藩主の弟・豊範に藩主の座を譲り、隠居の身となった当初、忍堂と号したが、後に容堂と改めた。容堂は、思想が四賢侯に共通する公武合体派であり、単純ではなかった。藩内の勤皇志士を弾圧する一方、朝廷にも奉仕し、また幕府にも良かれという行動を取った。このため幕末の政局に混乱をもたらし、世間では「酔えば勤皇、覚めれば佐幕」と揶揄され、のち政敵となる西郷隆盛から「単純な佐幕派のほうがはるかに始末がいい」とまで言わしめる結果となった。
謹慎中に土佐藩では政変が起こった。桜田門外の変以降、全国的に尊王攘夷が主流となった。土佐藩でも武市瑞山を首領とする土佐勤王党が台頭し、容堂の股肱の臣である公武合体派の吉田東洋と対立。遂に文久2年4月8日（1862年5月6日）東洋を暗殺するに至った。その後、瑞山は門閥家老らと結び藩政を掌握した。
文久3年8月18日（1863年9月30日）、京都で会津藩・薩摩藩による長州藩追い落としのための朝廷軍事クーデター（八月十八日の政変）が強行され、長州側が一触即発の事態を回避したため、これ以後しばらく佐幕派による粛清の猛威が復活した。容堂も謹慎を解かれ、土佐に帰国し、藩政を掌握した。以後、隠居の身ながら藩政に影響を与え続けた。容堂は、まず東洋を暗殺した政敵・土佐勤王党の大弾圧に乗り出し、党員を片っ端から捕縛・投獄した。首領の瑞山は切腹を命じられ、他の党員も死罪などに処せられ、逃れることのできた党員は脱藩し、土佐勤王党は壊滅させられた。同年末、容堂は上京し、朝廷から参預に任ぜられ、国政の諮問機関である参預会議に参加するが、容堂自身は病と称して欠席が多く、短期間で崩壊した。
坂本龍馬・中岡慎太郎・土方久元の仲介によって、慶応2年（1866年）1月22日、 薩長同盟が成立した。これによって時代が明治維新へと大きく動き出した。

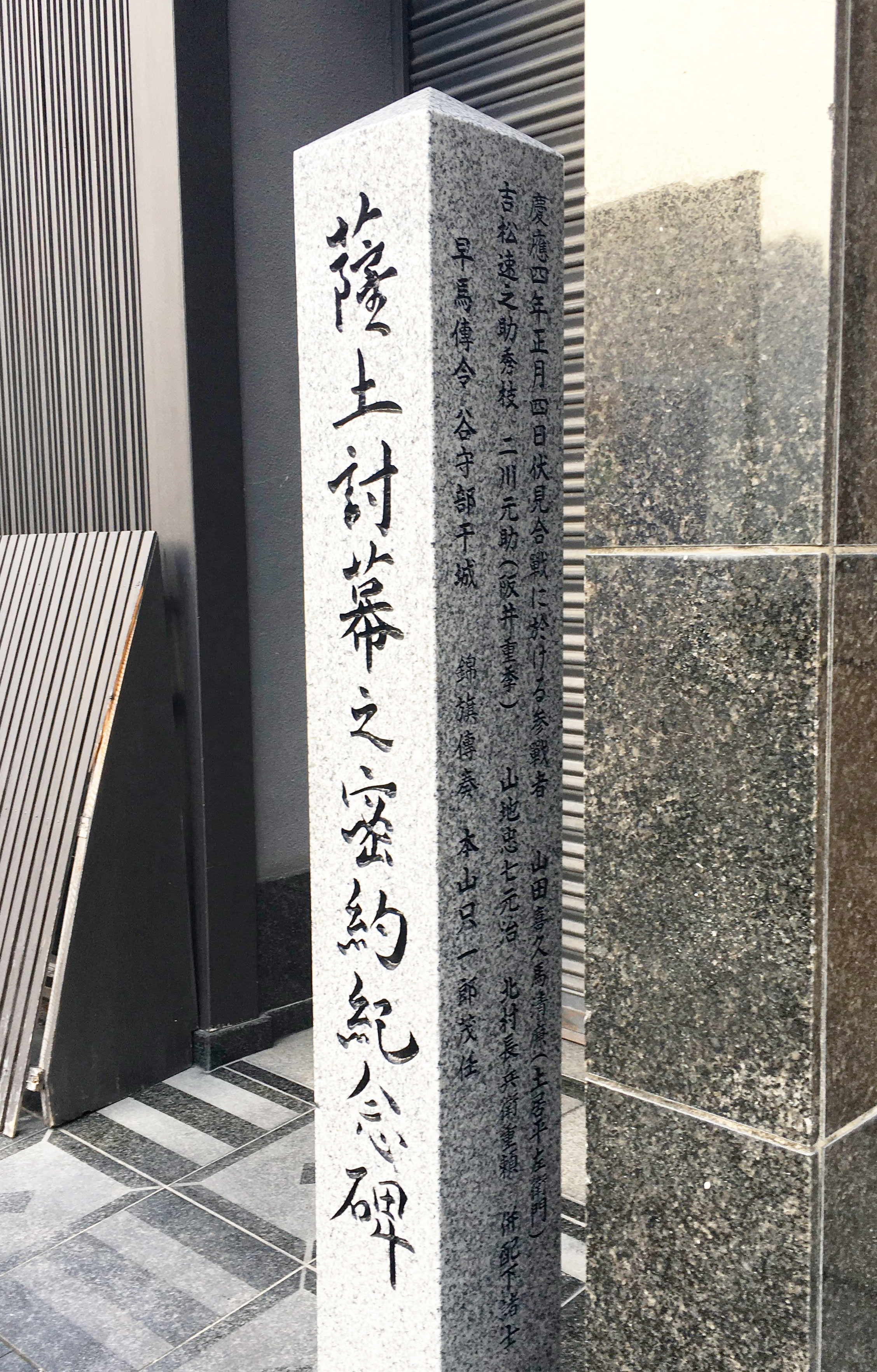
「薩土討幕之密約紀念碑」
密約が締結される前段階として京都「近安楼」で会見がもたれたことを記念する石碑
京都市東山区（祇園）

慶応3年（1867年）5月、薩摩藩主導で設置された四侯会議に参加するが、幕府権力の削減を図る薩摩藩の主導を嫌い、欠席を続ける。結局この会議は短期間で崩壊した。しかし同5月21日には、薩摩藩士の小松帯刀の京都邸において、中岡慎太郎の仲介により土佐藩の乾退助、谷干城と、薩摩藩の西郷隆盛、吉井友実らが武力討幕を議して、薩土密約を締結。翌22日に乾によって密約の内容が報告され、容堂は大坂でアルミニー銃300挺の購入を許可した。その後、容堂は乾を伴って、6月初旬に土佐に帰国。
ところが、容堂や乾と入れ違いに上洛した、坂本龍馬、後藤象二郎らは、薩土密約の締結から約1か月後にあたる6月22日、京都の料亭にて、大久保利通、西郷隆盛と土佐藩の後藤、福岡孝弟、寺村左膳、真辺栄三郎が議して、武力討幕ではなく大政奉還による王政復古を目標に掲げ薩土盟約を締結した。この薩土盟約は約2か月半で早々に瓦解し、乾と西郷が結んだ薩土密約が次第に重視せられ、土佐藩全体も徐々に討幕路線に近付いていくことになる。
容堂は自身を藩主にまで押し上げてくれた幕府に恩義を感じて擁護し続けたが、倒幕へと傾いた時代を止めることは出来なかった。幕府が委託されている政権を朝廷に返還する案を坂本より聞いていた後藤は、これらを自分の案として容堂に進言した。容堂はこれを妙案と考え、老中・板倉勝静らを通して15代将軍・徳川慶喜に建白した。
慶喜は「日本国の為に徳川家康が開いた幕府を、日本国の為に自分が葬る覚悟」で慶応2（1866）年12月5日将軍職を拝命し、翌慶応3年10月14日（1867年11月9日）朝廷に政権を返還した。

#### 小御所会議
しかし、その後明治政府樹立までの動きは、終始、薩摩・長州勢に主導権を握られた。同年の12月9日（1868年1月3日）開かれた小御所会議に於いて、薩摩・尾張・越前・芸州の各藩代表が集まり、容堂も泥酔状態ながら遅参して会議に参加した。豊信は幕府・将軍の側に立って意見したものの、会議は岩倉の説に決まり、徳川慶喜に対して辞官納地を命ずることが決定した。その後、有栖川宮熾仁親王が明治天皇の許可を取った。
詳細は、後節「小御所会議での豊信」を参照。

#### 鳥羽・伏見の戦い
慶応4年（1868年）1月3日、 旧幕府側の発砲で鳥羽・伏見の戦いが勃発すると、容堂は自分が土佐藩兵約100名を上京させたにもかかわらず、藩兵にはこれに加わるなと厳命した。しかし、在京の土佐藩兵らは、容堂の制止を振り切り、薩土密約に基づいて自発的に官軍側に就いて戦闘に参加した。同1月7日、西郷から「討幕の合戦近し」という密書を受け取り、さらに開戦したことを土佐在国中に谷干城から報告を受けた乾退助は、薩土密約に基づいて迅衝隊を率いて上洛した。容堂は、京都を進発する前夜の2月13日、東山道へ出発する乾率いる土佐迅衝隊に、寒いので自愛するよう言葉を与えた。

### 維新後

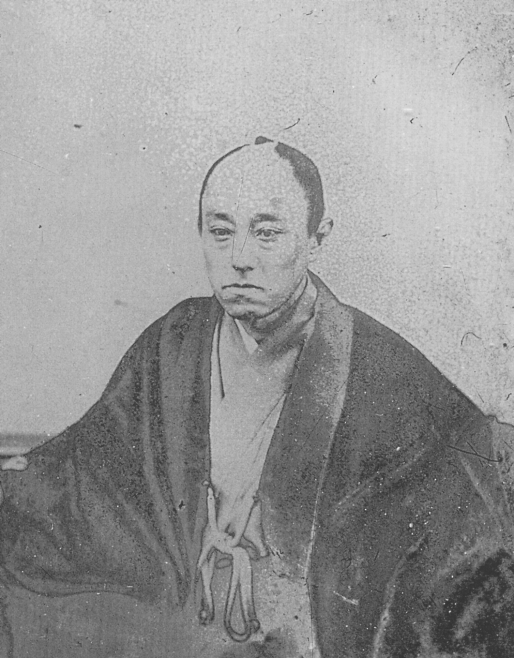
明治初期の山内容堂

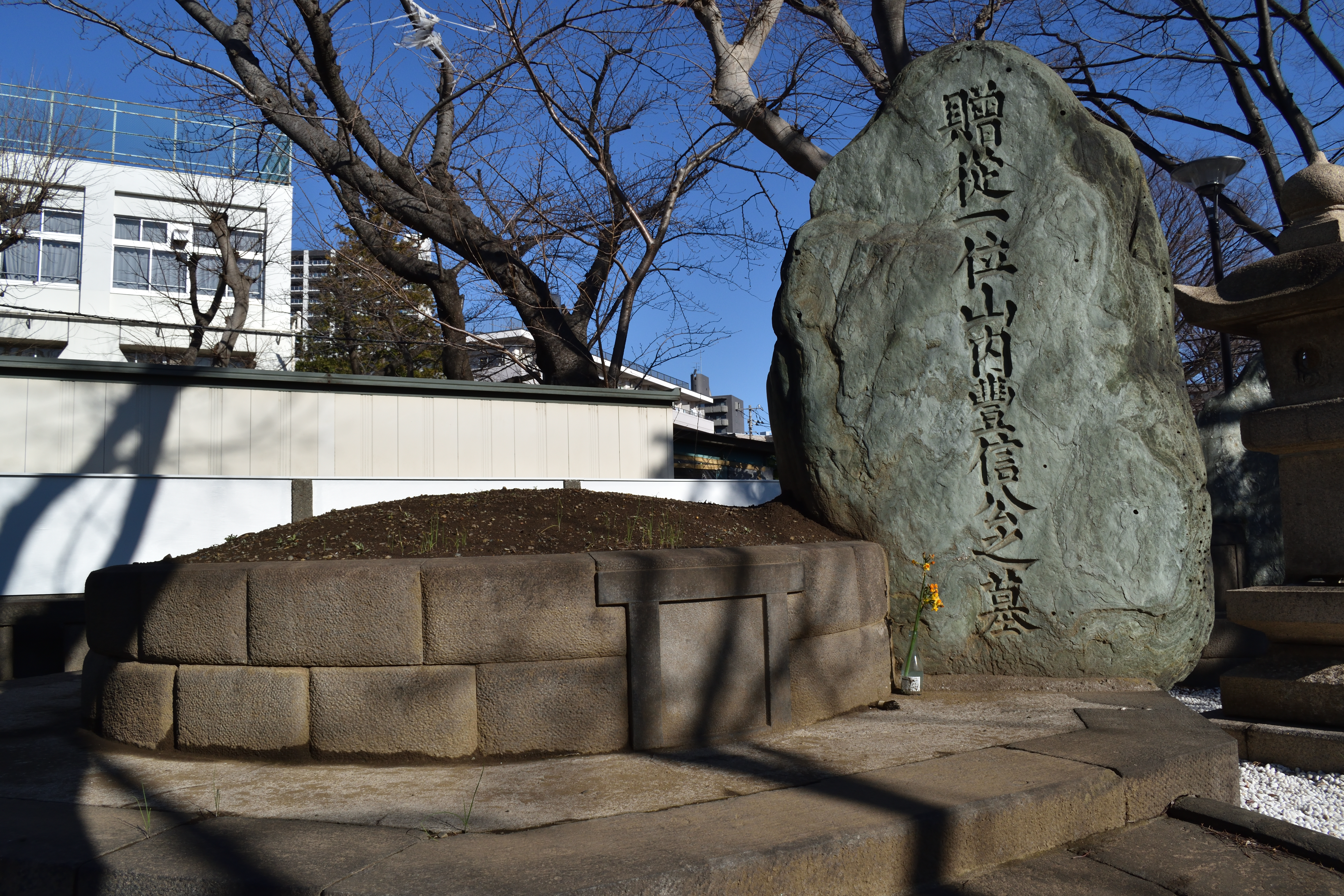
墓所（東京都品川区東大井）

明治維新後は名誉職の内国事務総裁に就いたが、旧幕期は家臣や領民だったような身分の者と馴染むことができず、明治2年（1869年）に辞職した。しかし木戸孝允とは仲が良く、自邸に招いては新政府の将来などについて語り合ったという。本邸は新たに東京箱崎の元田安徳川家別邸を買収して居住した。隠居生活は当時、別荘地として知られた橋場（現：東京都台東区）の別邸（綾瀬草堂）で、妾を十数人も囲い、酒と女と作詩に明け暮れる豪奢な晩年を送った。また、両国・柳橋などの酒楼にて連日豪遊し、ついに家産が傾きかけたものの、容堂は「昔から大名が倒産した例しがない。俺が先鞭をつけてやろう」と豪語し、家令の諌めを聞かなかったという。また、武市瑞山を殺してしまったために土佐藩内で薩長に対抗できる人物を欠いて新政府の実権を奪われたと考え、これを悔やんだともいう。
板垣退助は「維新前後経歴談」の中で容堂について、「維新後不平から酒を飲み芸者を妾にしたが、本来は慎み深い人だった」と晩年の様子を惜しんだ発言をしている。容堂は酒のために身体を壊し、明治5年（1872年）正月に中風（脳血管障害）の発作を起こして左半身不随、言語不明瞭となった。その後、ドイツ人医師ホフマンのエレキテル療法で一時回復するも、同年6月に発作が再発して昏倒し、46歳（数え年）の生涯を閉じた。墓所は土佐藩下屋敷があった大井公園（品川区東大井四丁目）にある。

## 小御所会議での豊信
小御所会議の場で、豊信は岩倉などと激しい議論を交わした。
会議冒頭に中山忠能が、「大政奉還に際し先ず一点、無私の公平を以て、はじめに王政の基本を定める公議を尽くすべき」旨を発言し、公卿の中に「内府（慶喜）は政権を返上したがそれをおこなった目的の正邪が弁じ難いため、実績で罪科を咎めるべきだ」との意見がみられると、容堂は大声を発して議論をはじめ、自分自身直接会議に参加して認めていた王政復古の大号令を、それまでの自分の持論であった列侯会議路線、すなわち徳川宗家温存路線と根本的に反するが故に、「速やかに徳川慶喜を朝議に参与させるべきだ」と主張した。
大原重徳に「内府（慶喜）が大政奉還したのは忠誠から出た行動かどうか知らないため、しばらく朝議に参与させない方がよい」と反論されると、容堂は抗弁し、「今日の（会議参加者の）挙動はすこぶる陰険なところが多いだけでなく、凶器をもてあそび、諸藩の武装した兵隊に議場を守らせ、わざわざ厳戒態勢を布くにいたってはその陰険さが最も甚だしく、詳らかに理由が分からない。王政復古の初めにあたっては、よく公平無私な心で何事も措置されるべきで、さもなければ天下の衆心を帰服させることはできないであろう。元和偃武から300年近くも天下泰平の世を開いたのは徳川氏ではないか。それなのに、ある朝になったら突然、理由もなくその大きな功績ある徳川氏を排斥するとは何事なのか。恩知らずではないか。今、内府（慶喜）が祖先から継承した覇権を投げうって、大政奉還したのは政令に一途だからで、金甌無欠の国体を永久に維持しようとしたものであり、その忠誠はまことに感嘆するのをこらえがたい。しかも内府（慶喜）の英明の名は既に天下に聞こえている。速やかに彼を朝議に参与させ、意見を開陳させるべきである。しかるに、２、３の公卿はどんな意見をもってこんな陰険な暴挙をするのか。すこぶる理解しがたい。恐らくは幼い天皇をだきかかえ、権勢を盗もうと欲する意図があるのではないか。まことに天下に戦乱の兆しを作るものである」と、一座を睥睨し、意気軒高に色を成して主張した。
また容堂は、岩倉、大久保が慶喜に対して辞官納地を主張したことについては、薩摩・土佐・尾州・芸州が土地をそのまま保有しておきながら、なぜ徳川宗家に対してだけは土地を返納させねばならないのかと徳川宗家擁護を行い、先ほど天皇を中心とする公議政体の政府を会議で主張したことに対して、徳川家を中心とする列侯会議の政府を要求した。松平春嶽も「王政施行のはじめに、刑律の名を取って道徳を捨てるのは甚だ不可である。徳川氏は200余年の太平を開いた。その功績は今日の罪を償うに足る。よく容堂の言葉を容れるべきだ」と、容堂と共に大論陣を張った。なお、岩倉具視側の記述である多田好間・編『岩倉公実記』では、その際、岩倉が容堂を叱って「これは御前会議である。容堂卿はまさに粛慎すべきである。聖上（明治天皇）は不世出の英材にして、大政維新の大事業を成し遂げられた。今日の挙動はことごとく陛下の判断に出たものである。みだりに『幼い天皇をだきかかえ、権勢を盗もうとする』などと言うのは、無礼の甚だしいものではないか」といい、容堂はおそれて失言の罪を謝った、とされているものの、高橋秀直『幕末維新の政治と天皇』（2007年）では、他の一次史料などに共通して見られないこの逸話は、後から岩倉側によって挿入された虚構の作り話とする。
他の一次史料である『丁卯日記』では、先に大久保利通が席を進んで「幕府が近年、正しい道に背いたのは重罪であるのみならず、このたびの内府（慶喜）の処置についてその正否を問うに、無理に尾張候（徳川慶勝）、越前候（松平春嶽）、土佐候（容堂）の立てた説をうのみにすべきではない。事実をみるに越したことはない。まず内府（慶喜）の官位をけなし、所領を朝廷へ収めるよう命じて（辞官納地）、わずかなりとも不平の声色がなく真実をみることができれば、速やかに参内を命じ会議に参加させればよい。もしこれと違って、一点でも要求の受け入れを拒んだりふせいだりする気色があれば（大政奉還は）いつわりなので、実際に官位をけなし領地を削り、内府（慶喜）の罪と責任を天下に示すべきである」といい、岩倉は大久保の説に追従して周りにも採用するようしきりに勧め「（慶喜の）正邪を見分けるに、空論で分析するより、実績を見て知るべきである」と弁論と極め、容保・春嶽らと対立し互いに正論と信じる主張をして決着しなかった、とされている。こうして会議は容堂らの張る堅固な論陣のもと一旦休会することになった。
会議出席者である芸州藩主・浅野長勲『浅野長勲自叙伝』（1937年）によれば、休憩中に、会議に参加せず警戒諸軍の指揮に就いていた西郷隆盛は、薩摩藩の者に会議の真情を聴くと、驚く気配もなく「短刀一本あれば片が付く」と、剣を示した。この西郷の言葉を聴くと退いて休憩室に入った岩倉は、「容堂がなお固く同様の論陣を張るつもりなら、私は非常手段を使って事を一呼吸の間に決するだけだ」と心に期した。岩倉は浅野を一室に誘って「薩土（薩摩藩と土佐藩）の間で議論が大いに衝突している。これによって遂に維新の事業も水泡に帰るだろう」と深く憂慮する旨の発言をし、浅野へ（容堂の部下である）後藤象次郎を説得せよ、と依頼した。そこで浅野が岩倉へ「私は（岩倉）卿の論が事理の当然とする。今、（自分の部下の）辻維岳に命じて後藤を説得させ、（岩倉）卿の論に従わせようと図っている。後藤がもしうなずかなければ、私は飽くまで容堂に抗弁してやめないであろう」といった。五藩重臣の休憩室で後藤が大久保利通へ容堂の主張に従わせようとするものの、既に同じ休憩室にいた辻が岩倉の論に抗弁する事は不利だと後藤へ遠回しに諭していたために、大久保は聞き入れなかった。それまで主君である容堂の説を推し、陰険を排して公正に出るよう一同に諭してやまなかった後藤だったが、事の趨勢に大いに悟ったところがあり、容堂と春嶽をみて「先ほど（容堂と春嶽らの）主張された立派な議論は、さも内府（慶喜）公がいつわりのはかりごとをお持ちになっている事を知り、それを隠そうとしているかのごとく（会議参加者らに）嫌疑されている。願わくばもう一度考え直されんことを」といった。明治天皇が既に席に着き、親王と諸臣が再び集まり会議を続けようとした。ここで容堂は心が折れ、敢えて再び、論戦しようとはしなかった。

## 官職および位階などの履歴
※日付＝旧暦
- 嘉永元年（1848年）12月27日、藩主となる。
- 嘉永2年（1849年）、兵庫助を称する。
- 嘉永3年（1850年）12月16日、従四位下土佐守に叙任。
- 嘉永5年（1852年）12月16日、侍従兼任。
- 元治元年（1864年）4月18日、従四位上に昇叙し、左近衛権少将に転任。土佐守如元。
- 慶応3年（1867年）12月9日、維新政府（以下「政府」とする）議定に就任。
- 慶応4年（1868年）
  - 1月14日、内国事務総裁兼任。
  - 1月21日、内国事務総裁依願免職。
  - 閏4月21日、議定解任。
  - 6月3日、従二位権中納言に昇叙転任し、政府議政官の上局たる議定に就任。
  - 改元して明治元年9月19日、議事体裁取調方総裁を兼任。
  - 12月13日、学校知事も兼任。
- 明治2年（1869年）
  - 4月17日、制度寮総裁を兼任。議事体裁取調方総裁を止む。
  - 4月20日、学校知事を辞任。
  - 5月7日、制度寮総裁解任し、上局議長に就任。
  - 5月15日、議定辞任に伴い上局議長を止む。
  - 5月17日、学校知事就任。
  - 7月9日、学校知事依願退職し、麝香間祗候となる。
  - 9月26日、正二位に昇叙。
- 明治5年（1872年）
  - 6月21日、薨去。
  - 6月28日、贈従一位。

## 人物
- 26歳にして門閥・旧臣による政治体制を憂い、吉田東洋を見出して「参政職」に置き、家老らの反発をさえぎって、西洋軍備採用・海防強化・財政改革・藩士の長崎遊学・身分制度改革・文武官設立による学問奨励などの藩政改革を断行した。しかし、自らを「鯨海酔侯」と称すなど世捨て人のようなところがあって、酒を欠かさず飲んで情が入っての意見の変化が多い[要出典]。
- 武芸に秀でて、軍学は北条流、弓術は吉田流、馬術は大坪流、槍術は以心流、剣術は無外流、居合術は14歳で長谷川流を学び18歳で目録を得た。特に居合の腕前は凄まじく、板垣退助に「七日七夜の間休みなしの稽古を続けた。数人の家来がこれに参加したものだが、あまりの烈（はげ）しさにみな倒れて、最後まで公のお相手をしたものは、わずか二人か、三人にすぎなかった」（史談会速記録）といわしめている。
- 漢詩を箕浦万次郎・文章は松岡毅軒に学んだ。
- 豊信は自分を戒めるために「忍堂」という額を部屋に飾っていたが、勉強熱心で維新派の面々などと交流することが多く、ある時、水戸派の代表的な学者の藤田東湖がこの額をみて、「指導者は、ただ忍ぶだけではいけません。多くの衆の意見を容（い）れることが大切でしょう。それこそ人君の徳と申せましょう」という言葉に、深く同意し、「容堂」と改めた。
- 山内豊範が毛利敬親の養女と結婚していたために、長州藩関係者とは行き来があった。このために周布政之助から暴言を吐かれたこともあった。
- 豊信自身の隠居部屋の欄間に「酔擁美人楼」という額偏を掲げていたが、大名間ではかなり評判で、毛利敬親に関する記録「涙余集」や松平慶永の「逸事史補」でこの額偏に触れている。ちなみに毛利敬親はこの額偏を見た話をした近侍に対して「24万石の大名なのだから美酒でも佳人でも好きなだけ得られるではないか。そういう身分にありながら、あえてこの額偏を掲げているのは自ら豪傑をよそおうものだ」と微笑して言ったという（萩市史・第一巻）。
- 英国外交官ミットフォードは、「容堂公は五十年ばかり前の英国の政治家に似て、放縦な道楽者であった」と回顧録に記している[39]。

## 系譜
- 父：山内豊著 - 土佐藩12代藩主山内豊資の弟
- 母：瀬代 - 平石氏
- 養父：山内豊惇（1824-1848） - 土佐藩14代藩主。山内豊資の次男
- 兄弟
  - 姉：遊稀 - 伊賀氏理室
  - 本人：山内容堂
  - 弟：山内豊積
  - 弟：山内豊盈 - 娘婿に大三輪奈良太郎
  - 弟：山内豊誉
- 正室：正子 - 三条実万養女、烏丸光政娘
- 生母不明の子女
  - 長男：山内豊尹
  - 女子：光子 - 北白川宮能久親王妃
  - 女子：某 - 岡野知英室、稲葉久通実母。
  - 三女：八重子 - 東伏見宮依仁親王妃、のち秋元興朝継室
- 養子
  - 男子：山内豊範（1846-1886） - 父方いとこ（山内豊資の十一男）。侯爵。娘婿に子爵・大関増輝（ 大関増勤長男）

## 評価
- 勝海舟 「土佐の山内容堂公は、天資豪宕、真に英雄の資を具えておられた。平生の議論も、人の意表に出ることが多かったが、それのみならず、公は文詩、書、画などの余技にさえ巧みであって、老儒巨工もなかなか及ばなかったという事だ」[40]

- 板垣退助 「容堂は全てが非凡でありました。小節には拘はらない英雄豪傑の質であつて、どうも閨房が治まらないとか何とか云ふやうなことを、人が言ひまするが、さうでない、洵（まこと）に其辺の慎みのあつた人でありまして、マア一般に子孫を大事にするより、妾を置くと云ふことは、日本の風でありましたが、妾と名が付かぬ者には手を懸けたなどといふことは、決して無い人で、洵にそれも厳重な人でありました、唯御一新になつてから不平から、酒を飲みまして、遂に芸者などを妾にして居つたこともありますから、他から見た人は、どうも閨房の治まらない人であつたかの如く言ひまするが、その実決してさうではありませぬ。洵に情も深い人でありまして、その一例を挙ぐれば、木戸君が容堂に言うに、『貴所は吉田元吉という者をお用いになった様子であるが、あれは非勤王非攘夷論の人であって、どうも奸物である』。そう木戸君が言われたら、『それは怪しからぬ事を承る。吉田元吉という者はそんな者ではない。斯斯の者である。土佐の行政経済を改革したのは全く彼の力である』と云う話をした。其の折に木戸君が『どうもああ云う君に仕えて居れば、実に愉快である。感心なものだ。今日誰も弁護しないところを、それを弁護して、あれは私が愛した者であるというお話をせられたが、どうもああ云う情の厚い人に仕えて居れば、さぞ愉快であろう』。こういうことを木戸君が言われたことがある。そういう訳であって、小姓などが、脇差を脱いて這入らねばならぬところを、つい忘れて行き居るというようなことがあると、コレコレと言って腰を叩いて見せるというような訳で、洵に小姓などを叱るということは、滅多に無いくらいの人でありました」[41]

- 大隈重信
  - 「我儘をして大酒を飲み、芸者を呼んで騒ぐという乱暴者は先づ土佐の容堂候くらいの者であったろう。しかし闊達な、大名中では先づ人物であった」[42]
  - 「身体は左迄大きくも無いけれども、美丈夫といったら容堂公だったろう。性質は善良な人だったけれど、豪放で、酒を飲み詩を作り、低唱淺酌の風流をも解して居られた。言語態度はすこぶる傲慢で、我儘者だったよ」[43]

- 三浦梧楼 「山内容堂と云う人は、磊落豪宕の気象で、随分乱暴の事も遣れば、乱暴の事も言う人である。明治四年十月、岩倉公や木戸などの洋行する時、両国の中村楼で、送別会を開き、容堂も行き、蜂須賀茂韶も往ったのだ。蜂須賀が何か頻りに喋々と喋って居ると、容堂が突然、『盗賊の子孫の癖に、生意気なことを言うな』と怒鳴ったので、蜂須賀はそのまま黙ってしまった。『山内容堂と云う人は、酷いことを言う人だ』と言って、木戸も驚いて居った」[44]

## 関連作品

### 書籍
- 酔って候（司馬遼太郎　文藝春秋）
- 鯨海酔侯 山内容堂（吉村淑甫　新潮社、中央公論新社）
- 幕末無頼山内容堂（島本征彦　叢文社）  漫画
- お〜い!竜馬（武田鉄矢＆小山ゆう　小学館）
- ねこねこ日本史（そにしけんじ　実業之日本社）
- 竜馬がゆく（原作:司馬遼太郎、漫画:鈴ノ木ユウ　文藝春秋）

### テレビアニメ
- 『まんが日本史 (日本テレビ)』（日本テレビ、声：鈴木泰明）
- 『お〜い!竜馬』（1992年、NHK総合テレビ、声：江原正士）

### ゲーム
- 『維新の嵐』
- 『龍が如く 維新!』（声：吉田裕秋）

### 映画
- 『サムライせんせい』（演：永澤俊矢）

### テレビドラマ
- 『竜馬がゆく』（1968年、NHK大河ドラマ、演：徳大寺伸）
- 『天皇の世紀』（1971年、朝日放送、演：観世栄夫）
- 『勝海舟』（1974年、NHK大河ドラマ、演：臼井正明）
- 『竜馬がゆく』（1982年、テレビ東京、演：黒川弥太郎）
- 『幕末青春グラフィティ 坂本竜馬』（1982年、日本テレビ、演：ビートたけし）
- 『田原坂』（1987年、日本テレビ年末時代劇スペシャル、演：山田吾一）
- 『坂本龍馬』（1989年、TBS大型時代劇スペシャル、演：若林豪）
- 『翔ぶが如く』（1990年、NHK大河ドラマ、演：嵐圭史）
- 『徳川慶喜』（1998年、NHK大河ドラマ、演：塩屋俊）
- 『竜馬がゆく』（2004年、テレビ東京新春ワイド時代劇、演：宇梶剛士）
- 『篤姫』（2008年、NHK大河ドラマ、演：今拓哉）
- 『龍馬伝』（2010年、NHK大河ドラマ、演：近藤正臣）
- 『八重の桜』（2013年、NHK大河ドラマ、演：田中隆三）
- 『西郷どん』（2018年、NHK大河ドラマ、演：大鷹明良）
- 『青天を衝け』（2021年、NHK大河ドラマ、演：水上竜士）

### 歌謡
- 「酔って候」柳ジョージ&レイニーウッド

## 外部サイト
- 高知城歴史博物館「土佐藩歴代藩主紹介」

| 公職                                | 公職                                               | 公職                   |
| ----------------------------------- | -------------------------------------------------- | ---------------------- |
| 先代 正親町三条実愛                 | 知学事 1869年                                      | 次代 松平慶永 大学別当 |
| 先代 鷹司輔煕（→廃止） 制度事務局督 | 制度寮総裁 1869年 議事体裁取調総裁 1868年 - 1869年 | 次代 鍋島直正          |
| 先代 鍋島直正                       | 上局議長 1869年                                    | 次代 大原重徳          |
| 先代 （新設）                       | 知学事 1869年                                      | 次代 正親町三条実愛    |
| 先代 近衛忠房 刑法事務局督          | 刑法官知事 1868年                                  | 次代 大原重徳          |